# Nick Sagan

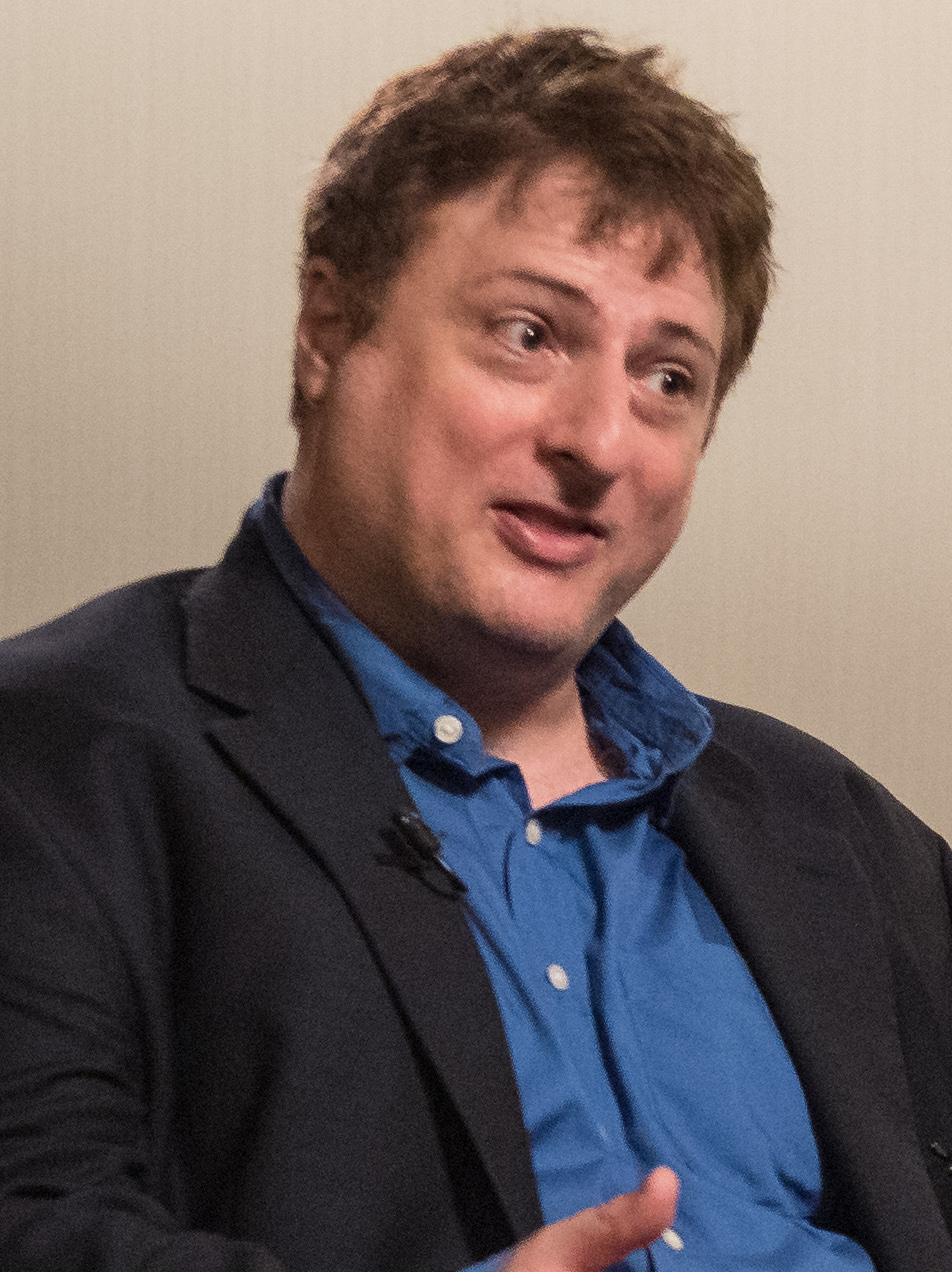
Nick Sagan (2018)

Nicholas Julian Zapata „Nick“ Sagan (* 16. September 1970 in Boston, Massachusetts) ist ein US-amerikanischer Schriftsteller und Drehbuchautor.

## Leben
Nicholas Julian Zapata Sagan wurde 1970 als Sohn des Astronomen Carl Sagan und der Autorin und Künstlerin Linda Salzman Sagan geboren. Er war bereits im Alter von sechs Jahren an einer denkwürdigen Leistung beteiligt. Als 1977 die Raumsonden Voyager 1 und Voyager 2 ins Weltall geschickt wurden, wurde auch eine Platte mitgeschickt, mittels der Geräusche von der Erde, Musik und Aufnahmen, sowie zahlreiche Grußbotschaften in verschiedenen Sprachen an eventuell vorhandene Außerirdische übermittelt werden sollten. Auf dieser Voyager Golden Record konnte man auch den von Nick Sagan eingesprochenen Text „Hallo, von den Kindern des Planeten Erde!“ hören.
Sagan, der die Mirman School in Bel Air für hochbegabte Kinder besuchte, wollte nicht in die Fußstapfen seines Vaters treten und verließ die High School, um an der University of California in Los Angeles Film zu studieren. Er schloss sein Studium summa cum laude ab. Er arbeitete in der Folge für verschiedene Filmproduzenten und Studios, darunter Paramount, Warner Bros., Disney, New Line und Universal.
1992 wurde sein erstes Drehbuch für eine Animationsserie produziert. Obwohl Sagan auch für andere Serien schrieb, darunter eine Episode der auch in Deutschland ausgestrahlten Science-Fiction-Serie Space Cops – Tatort Demeter City, blieben die sieben Drehbücher, die er für Raumschiff Enterprise: Das nächste Jahrhundert und Star Trek: Raumschiff Voyager verfasste, die bekanntesten. Außerdem war er an den Computerspielen Zork Nemesis (1996) und OurColony (2005) maßgeblich beteiligt. Außerdem schrieb er Science-Fiction-Romane. In deutscher Übersetzung liegt nur Idlewild (dt. Titel: Das Ende) vor.
Er ist Assistant Professor am Ithaca College, wo er Vorlesungen zu Science Fiction Writing und Emerging Media hält.
Nick Sagan ist verheiratet und hat keine Kinder.

## Werke

### Drehbücher
- Raumschiff Enterprise: Das nächste Jahrhundert (siebente Staffel, 1993–1994)
  - Attached (dt. Kontakte)
  - Bloodlines (dt. Boks Vergeltung)
- Star Trek: Raumschiff Voyager (fünfte Staffel, 1998–1999)
  - In the Flesh (dt. In Fleisch und Blut)
  - Gravity mit Bryan Fuller (dt. Schwere)
  - Course: Oblivion, mit Bryan Fuller (dt. Endstation – Vergessenheit)
  - Juggernaut, mit Kenneth Biller & Bryan Fuller (dt. Verheerende Gewalt)
  - Relativity, mit Bryan Fuller & Michael Taylor (dt. Zeitschiff Relativity)

### Idlewild-Trilogie
- Idlewild. Bantam Books (UK), 2003, ISBN 0-593-05190-4.
  - Das Ende. Seeliger, 2007, Übersetzer Ralf Chudoba, ISBN 978-3-936281-23-1.
- Edenborn. Bantam Books (UK), 2003, ISBN 0-593-05290-0.
- Everfree. Putnam, 2006, ISBN 0-399-15276-8.

### Sachbuch
- You Call This the Future?: The Greatest Inventions Sci-Fi Imagined and Science Promised. Chicago Review Press, 2008, ISBN 978-1-55652-685-5.